# Иоганн Люксембургский
Иоганн (Иоанн, Ян, Жан) Люксембургский (чеш. Jan Lucemburský, нем. Johann von Luxemburg, люкс. Jean vu Lëtzebuerg, также известный как Иоанн (Жан) Слепой, люкс. Jang de Blannen; 10 августа 1296, замок Люксембург — 26 августа 1346, близ Креси-ан-Понтьё, Франция) — люксембургский феодал, граф Люксембурга с 3 июля 1310 и король Богемии с 31 августа 1310 года. В том же 1310 году был титулярным королём Польши. Погиб в Битве при Креси.

## Происхождение
Будущий граф Люксембурга и король Богемии Иоганн принадлежал к династии Люксембургов, старинной и знатной. Его предки обосновались в замке Люксембург в годы, когда Франкское государство во главе с Каролингами находилось в упадке. Вместе с другими родами, переселившимися сюда в эту эпоху, они вытеснили местную знать и были «связующим звеном» между «романами» и «готами».
Традиционное происхождение семьи фантастическое и схожее с происхождением династии Лузиньянов — как потомков феи Мелюзины. По словам филолога Р. Казеля, причиной этому могла быть родственная связь между домами. К Люксембургам власть над замком перешла со смертью последнего графа из рода Намюров, у которого была лишь дочь Эрмезинда, в первом браке графиня Бара замужем за Тибо I, во втором — маркграфиня Арлона замужем за Валераном III из рода Лимбургов, что привело к объединению графства Люксембург и герцогства Лимбург, что и определило дальнейшую политику властителей региона.
Первый граф Люксембурга из рода Лимбургов Генрих V умер в 1272 или 1281 году, значительно увеличив мощь своих земель и разделив их между сыновьями, младший из которых, ставший властителем Лимбурга, вскоре умер, как и его дочь. На наследство претендовали сразу два родственника, однако они отказались от прав за выкуп, передав их своим сеньорам, герцогу Брабанта и графу Люксембурга. Последний, Генрих VI, планировал вновь объединить земли семьи, однако первый не планировал сдаваться. Между феодалами началась война, и 5 июня 1288 года близ Люксембурга состоялось сражение, сложившиеся в пользу герцога Брабанта. Генриха, деда Иоганна, в бою под Ворингеном убили, и Лимбург отошёл к Брабанту. Месть и возвращение стало основой новой политики графов Люксембурга.
Власть унаследовал 26-летний Генрих VII Люксембургский, что был скорее французом, нежели люксембуржцем, ибо вырос при дворе короля Франции Филиппа III и его супруги Марии из дома герцогов Брабанта. Здесь же находилось много дальних и близких родственников королевы. Кроме Генриха у покойного графа было ещё два сына, братья Генриха VII и дяди будущего графа Иоганна, Валеран, что был сеньором в графстве Эно, унаследовав земли у матери, графини Беатрисы, и Бодуэн, который был сильно младше, — на момент трагической кончины отца ему исполнилось лишь 3 года. Генрих VII с неудовольствием вернулся обратно, ему нравился Париж, поэтому фактически он соправительствовал с матерью, которая решили пойти на мир с Брабантом. Граф Люксембурга находился под настолько сильным влиянием Марии Брабантской, что «почти сумела вытравить из памяти Генриха горькое воспоминание о битве, где пал его отец». По её же воле он 23 мая 1293 года женился на племяннице Марии и родной дочери человека, в бою с которым погиб его отец, — Маргарите Брабантской, на свадьбе «поборов чувства», пожав руку тестю. После брака он также часто был при дворе нового короля Франции Филиппа IV, а Люксембург и Франция находились в дружеских отношениях, как и Люксембурги с Капетами. Король даже посвятил графа в рыцари. Однако окончательно обособится от внутренней политики «с трудом выходившей из долгого периода летаргии» Священной Римской империи Люксембург не мог из-за слабости по сравнению с соседями. Из-за этого он искал союзника и покровителя, которым вновь стал король Франции, ведущей на международной арене страны тех лет и проводила политику расширения сферы своего влияния на земли империи. К 1305 году Бодуэн и Генрих пообещали за 20 тысяч ливр становиться на стороне Франции в любом конфликте.

## Ранние годы
Иоганн Люксембургский родился на четвёртый год совместной жизни супругов, 10 августа 1296 года, в замке Люксембург. После рождения мальчика ему было необходимо дать имя, и выбор стоял между Генрихом в честь отца, и Жаном (Иоаганном, Иоанном), которое носил его дед по линии матери. По словам Р. Казеля, выбор последнего из вариантов в очередной раз показал огромное влияние Брабанта на Люксембург в то время. Детство Иоанна прошло практически без влияния отца и дядь, каждый из которых был занят своими делами, и вплоть до 8 лет его воспитывали мать и бабушка по линии отца. Однако затем он перебрался во Францию, где знатные люксембуржцы традиционно учились хорошим манерам и наукам. По словам Казеля, Иоганн, вероятно, отправился в Париж около 1305 года, когда отношения между Люксембургом и Францией, временно прерванные из-за Фландрии и конфликта Филиппа IV с её графом, были окончательно восстановлены. Здесь он жил в неустановленном месте в обществе своего дяди, который обучался праву в Сорбонне. К нему нередко приезжал и отец.
В 1307—1308 годах Бодуэн, благодаря манипуляциям и договорам с папой Климентом V со стороны своего брата и отца Иоганна, занял пост архиепископа Трирского в возрасте 22 лет. Это стало «первой победой» Генриха, так как давало Люксембургам не только новые земли рядом со старыми, но и голос в коллегии курфюрстов в тот момент, когда убили императора Священной Римской империи Альбрехта I. Именно в это время архиепископ Майнца Пётр Аспельтский, давно дружный Люксембургскому дому, задумал возвести графа Люксембурга на трон империи.

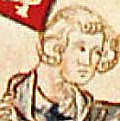
Молодой Иоганн Люксембургский

Иоганн вырос при французском королевском дворе Филиппа Красивого из династии Капетингов. Когда его отец был избран императором Священной Римской империи германской нации (27 ноября 1308), Иоганн получил титул графа Люксембурга, графа Ларош и маркграфа Арлона.
В 1309 году чешские послы, недовольные правлением герцога Каринтии Генриха Хорутанского, попросили Генриха VII согласиться на брак Иоганна с чешской принцессой Элишкой. Иоганну в то время было 13 лет, и Генрих VII побоялся отправлять своего единственного сына в Чехию, где было неспокойно. Император в качестве альтернативы предложил послам в качестве жениха Елизаветы сына Генриха VI Люксембургского Валерана.

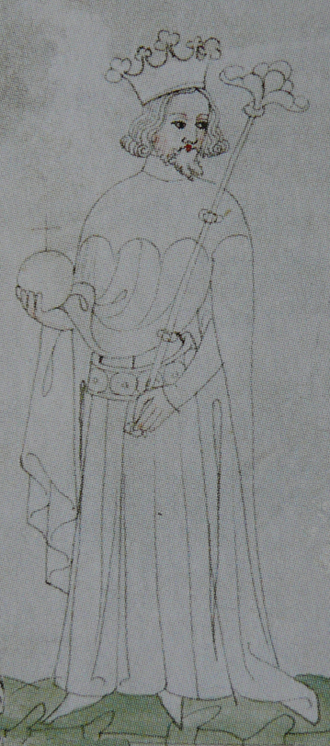
Ян, король чешский (Збраславская хроника)

В июле 1310 года, после долгих переговоров, император уступил и согласился на брак Иоганна с Елизаветой. Невеста должна была в течение определённого времени прибыть в Шпайер, в противном случае договор был бы отменён. Даже в последний момент Генрих пытался изменить судьбу Иоганна и свести принцессу с Валераном. Но всё было тщетно, и 31 августа 1310 года Иоганн женился на Елизавете, получив вместе с её рукой по причине прекращения мужской линии рода Пржемысловичей богемскую корону.

## Коронация и королевский двор

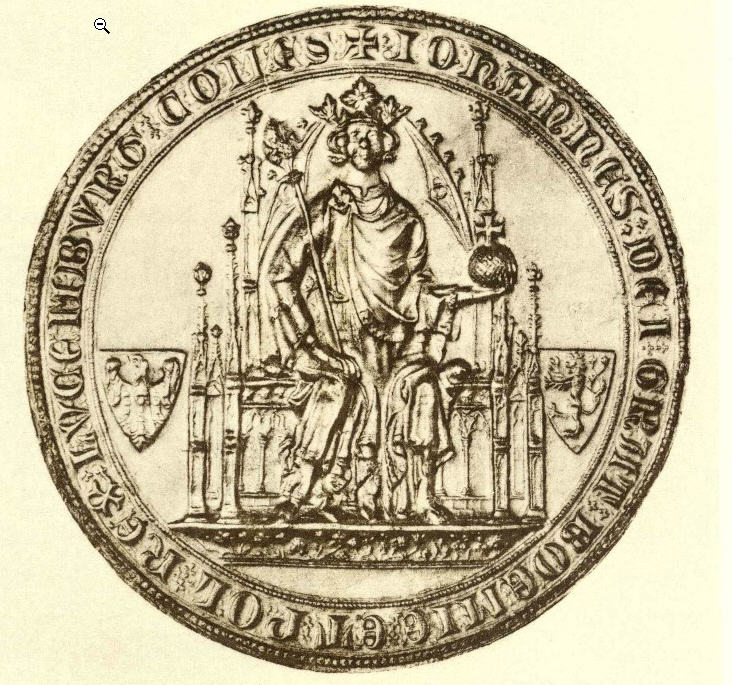
Королевская печать короля Яна

Прибыв в Прагу, Иоганн принял присягу представителей чешской знати, чьи привилегии он обязался не умалять. Из-за занятости своего отца Иоганн попытался отложить коронацию, но под давлением знати в конце концов, в воскресенье 7 февраля 1311 года, Иоганн был коронован королём Чехии под именем Ян в базилике святого Вита. Как писал составитель «Збраславской хроники» Петр Житавский, Ян «был довольно красивым молодым человеком, изящно выглядевшим, лицом румяным…».
Главой королевского совета Яна Люксембургского стал епископ Пётр Аспельт, другие советники были в основном нечешского происхождения — например, Альбрехт Гогенлоэ, Филипп Фалькенштайн и Генрих Фульдский. Из чехов в свите короля следует упомянуть верховного маршала Йиндржиха из Липы, королевского сенешаля Яна из Вартенберка и королевского казначея Петра из Рожмберка. Хорошие отношения с королём поддерживали и чешские епископы, в частности, пражский епископ Ян IV из Дражиц и оломоуцкий епископ Пётр II, помогавшие королю деньгами.
Ян попытался управлять страной с учётом имперской политики, которая была приоритетом для него, а устройство королевского двора скопировать с Франции. Но чешская знать хотела сильного и независимого монарха. Когда в 1310 году Ян Люксембургский приехал в Прагу, люди смотрели на него с искренней надеждой, что после многих лет раздора в стране воцарится мир. Но Ян приготовил для них горькое разочарование. Будучи почти двадцать лет чешским королём, Иоганн не пробыл в Чехии и года, а разъезжал с места на место, сражаясь то за французов против англичан, то за немецких рыцарей в Пруссии. Казну Богемии этими войнами Иоанн не увеличил, а наоборот — истощил её постоянным вымогательством денег. В отсутствие короля в Богемии утвердились феодальные порядки, усилилась местная знать, начались смуты.

## Правление в Богемии

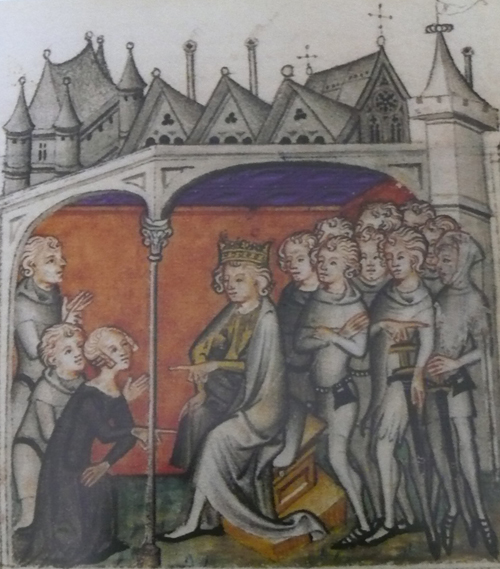
«Суд чешского короля» (Средневековая миниатюра)

Ситуация осложнилась из-за смерти Генриха VII Люксембургского в 1313 году. Ян рассчитывал унаследовать его императорский титул, но по тогдашним законам необходимым условием для избрания императора было его восемнадцатилетие, а Яну было 17. Когда он узнал, что более высокие шансы на избрание имеет австрийский герцог Фридрих, что было опасно для Чехии, он начал кампанию, которая обеспечила имперскую корону Людовику IV Баварскому, который в ответ предоставил чешскому королевству ряд важных уступок.
Вскоре Ян отправился в свои наследственные земли в Люксембурге, и в его отсутствие недовольная знать едва его не сместила. Урегулирование было достигнуто только при посредничестве Людовика IV Баварского: Ян Слепой подписал Домажлицкие конвенции, которые в действительности только укрепили власть знати (1318).
Год спустя Ян попытался сместить пражского патриция Вильяма Вальдека, связанного с королевой Елизаветой интимной связью. Ян даже занял Прагу, но вскоре вновь отбыл из страны, получив деньги на финансирование имперской политики.
Долгое отсутствие короля в Чехии привело к росту напряжённости внутри королевства, а коррумпированность правительства во главе с Йиндржихом из Липы привела к социальным потрясениям. Сам Индржих из Липы, будучи подкоморием, начал выкупать имения за счёт налогов, собираемых с городов и рудников, так что на текущие расходы двора денег практически не оставалось. При этом Индржих, будучи главным заимодавцем короны, содержал роскошный двор, заправлял всеми делами королевства и заставлял молодого короля во всём слушаться себя. Более того, он даже взял себе в любовницы молодую, но уже дважды вдовую королеву Елизавету, проживавшую в Градеце. Наконец в 1315 году Индржих самовольно, без ведома короля, выдал самую младшую из сестёр Вацлава III, Анну, замуж за Генриха Яворского и отдал в качестве приданого королевский город Градец.
В октябре 1333 года в Чехию по инициативе Яна прибыл его старший сын Вацлав (Карл), вскоре получивший титул маркграфа Моравии. Однако, вскоре между Иоанном и Карлом наступил разлад. Вельможи, наживавшиеся во время периода безвластия, возненавидели королевича и пожаловались на него отцу, обвинив в подготовке мятежа. Иоанн отстранил сына от власти, оставив лишь титул маркграфа Моравии и Кршивоклатское панство для кормления. Последующий период был назван «Люксембургским двоевластием». Королевич Карл регулярно отсылал отцу определённую сумму денег, а остатки тратил на государственные нужды. Карл также имел право голоса при решении внешнеполитических вопросов. Фактически он стал соправителем своего отца. В 1341 году Ян Слепой обеспечил преемственность своего сына Карла на чешском троне, что постепенно стало улучшать ситуацию в стране.
В 1344 году Пражское епископство было повышено до архиепископства, а в Литомишле была создана новая епархия. В это время Чехией уже фактически правил Карл.

## Король-дипломат и король-воин

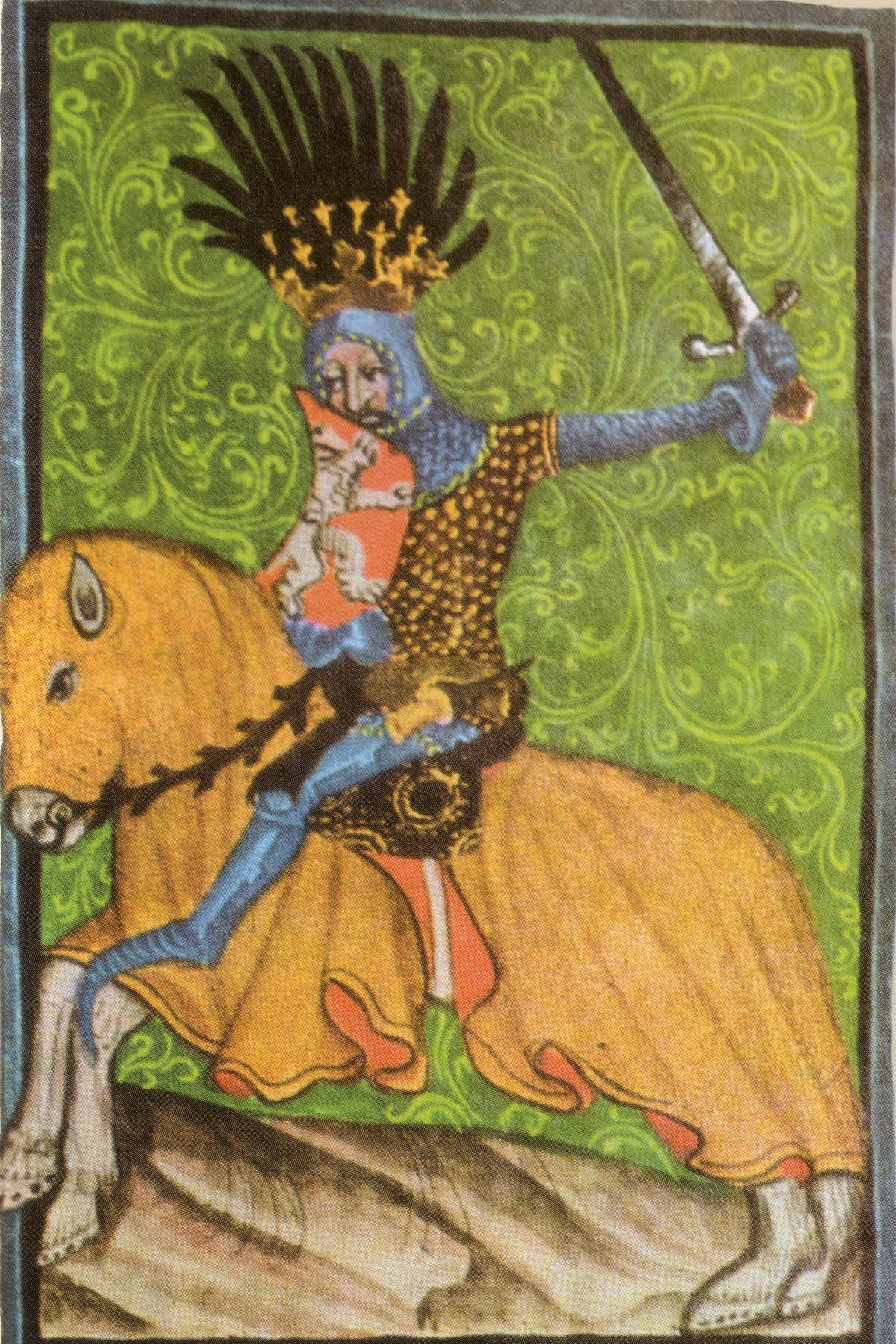
Конный портрет короля Яна

Внимание Яна было сосредоточено на внешней политике, где он был гораздо более успешен. Кроме того, что он был постоянным гостем Папы Римского и французских королей, с которыми заключил несколько выгодных брачных договоров, Ян присоединил к Чехии Эгерланд — это была плата Людовика IV за поддержку в борьбе за имперскую корону. В 1319—1329 годах он присоединил Верхнюю Лужицу и Вроцлав.
Во время визита в герцогство Каринтию в 1330 году Иоанн Люксембургский принял послов из итальянской Брешии, попросивших о помощи в борьбе с правителем Вероны Мастино II делла Скала. Иоанн ответил согласием и в короткое время стал владетелем всей Западной Ломбардии. Однако удержать эти земли оказалось крайне нелегко, так как на них претендовали император Людовик IV и неаполитанский король Роберт Мудрый. Людовик соединился с австрийскими Габсбургами, претендовавшими на Каринтию, а Роберт Неаполитанский — со своим родственником Карлом Робертом Венгерским и Владиславом Локотком Польским. Все они объявили войну Иоанну Люксембургскому. Тот поспешил примириться с германским императором и получил от него захваченные земли в качестве наместничества. Он перевёз туда своего сына Карла и затем оставил его в Парме, а сам поспешил домой, с немецкими рыцарями вторгся в Польшу, осадил Познань и заключил перемирие с Локотком. После этого Иоанн неожиданно уехал в Париж, поручив дальнейшее ведение войны Индржиху из Липы. В 1332 году тот был наголову разбит австрийцами при Майльберге, и Иоанн был вынужден заключить с Габсбургами мир. На следующий год в распрю вмешались новые участники: Гонзага из Мантуи и Эсте из Феррары. Юный принц Карл разбил их в битве при Сан-Феличе, но чешские силы были на исходе, и в 1333 году король-полководец Иоанн был вынужден оставить Северную Италию.
Осенью 1335 года в венгерском Вышеграде состоялась встреча Иоанна Люксембургского, венгерского короля Карла Роберта Анжуйского и польского короля Казимира III. Казимир признал суверенитет чешского короля над Силезией, а тот за 20 000 пражских грошей отказался от прав на польскую корону. Этим практически завершился период оформления границ государств в Центральной Европе. В 1337 году Иоанн Люксембургский с сыном Карлом выступил в поход против великого князя Литвы Гедимина. Во время похода он заключил договор со своим свояком Генрихом Яворским, который признал чешского короля своим наследником, получив за это Глогувское княжество. Дождливая зима помешала походу богемской королевской армии. Кроме того, у короля внезапно разболелись глаза, и он вскоре полностью ослеп. В Чехии никто не сожалел об этом: все считали слепоту карой божьей.
С помощью своего дяди, архиепископа Трира Балдуина, Ян Слепой подготовил выборы нового императора. 11 июля 1346 года имперскую корону получил его сын Карл Люксембургский под именем Карла IV.
В 1341 году Маргарита Тирольская прогнала Иоганна Генриха и, несмотря на папские проклятья, вышла замуж за Людвига Виттельсбаха, сына императора Людовика IV Баварского. Иоанн стал хлопотать о союзе с папой и немецкими князьями против императора. Людовик в свою очередь стал плести интриги, то предлагая деньги вечно нуждавшемуся в средствах Иоанну, то его сыновьям. В конце концов в 1344 году в Авиньоне в присутствии папы Римского был заключён мирный договор, по которому король Чехии Иоанн и германский император Карл вытребовали у Климента VI вывести чешскую церковь из-под юрисдикции майнцского архиепископа. В исполнение данного папе обещания в 1345 году Иоанн и Карл отправились в новый крестовый поход на Литву, но это предприятие потерпело неудачу, как и предыдущие. На обратном пути Иоанн отправился сразу в Люксембург, а Карл поехал в Чехию через Польшу. Близ Калиша его схватили по распоряжению короля Польши Казимира III Великого. Лишь по счастливой случайности Карлу Люксембургскому удалось спастись. Король Иоанн срочно вернулся в Чехию, собрал войско, осадил Краков и принудил поляков к миру.

## Гибель
В последние годы жизни Ян полностью ослеп, и его участие в битве при Креси было равноценно самоубийству.
Жан Фруассар так описывал гибель Яна:
Когда он услышал команду к бою, он спросил, где его сын Карл. Оруженосцы сказали ему, что не знают, но, наверное, он где-то сражается, на что король сказал: "Господа, вы теперь все мои друзья и братья по оружию, поэтому я прошу вас, потому что я слеп, взять меня с собою в бой". Рыцари согласились, и, поскольку он не хотел затеряться в толчее, привязали его в седле боевого коня. Король поскакал в рядах французской конницы на англичан... все они были убиты. Утром король был найден мертвым на земле.
Последними словами Яна, как гласит легенда, были: «Не бывать, чтобы чешский король бежал с поля боя». В Средневековье, уже после своей смерти, король Иоанн считался одним из примеров личной отваги и рыцарственности в Европе.

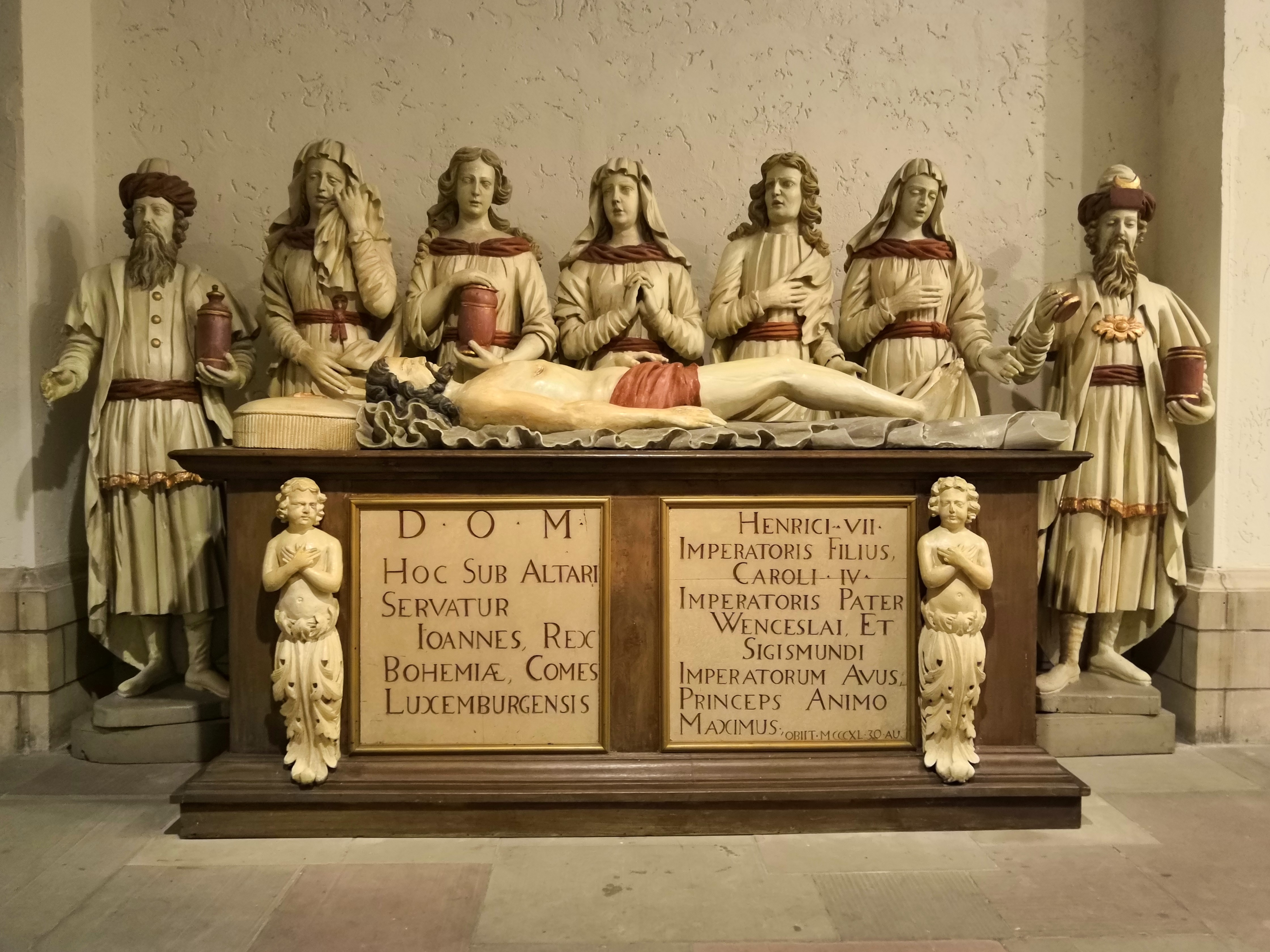
Гробница Яна в Люксембурге

В 1946 году, в годовщину битвы при Креси, останки Иоанна, хранившиеся в Саарбурге, были возвращены в Люксембург силами люксембургской оккупационной армии, что для многих люксембуржцев стало актом большого символического значения: возвращение великого героя из чужбины на родину.
Ян Люксембургский был похоронен после ряда перипетий в Люксембурге в соборе Богоматери.

## Исследование останков
В 1980 году останки короля на время были привезены в Прагу, где подверглись изучению антропологом Эмануилом Влчеком и его командой из Национального музея. После исследования останки были возвращены в Люксембург.
Исследования показали, что Ян Люксембургский был примерно 170 см ростом, худой, мускулистый, отличный наездник, получивший в боях и на турнирах несколько серьёзных травм. Смертельными оказались раны головы и груди.
Старейший портрет Яна Люксембургского представляет собой каменный рельеф дома Трёх Святых королей в Кёльне. В базилике Святого Вита представлен скульптурный портрет Яна работы Петра Парлержа.

## Семья и дети

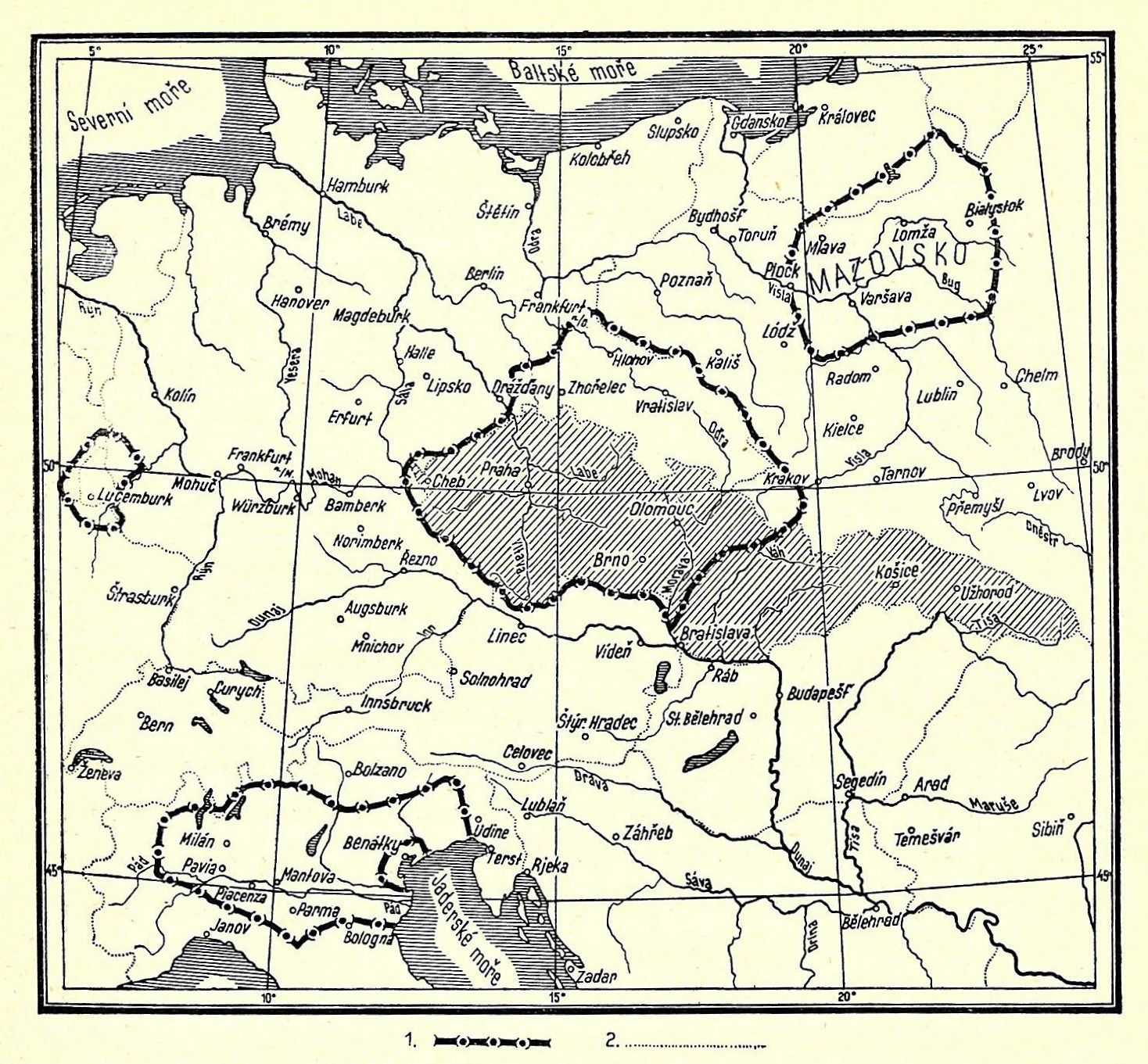
Владения Яна Люксембургского

1-я жена: (с 1310) Элишка Пржемысловна (20 января 1292 — 28 сентября 1330), дочь Вацлава II, короля Чехии. Дети:
- Маргарита (8 июля 1313 — 11 июля 1341); муж: с 12 августа 1328 Генрих XIV (29 сентября 1305 — 1 сентября 1339), герцог Нижней Баварии с 1310.
- Бонна (Ютта) (21 мая 1315 — 11 сентября 1349); муж: с 6 августа 1332 Иоанн II Добрый (26 апреля 1319 — 8 апреля 1364), король Франции с 1350.
- Карл IV (14 мая 1316 — 29 ноября 1378), король Германии с 11 июля 1346, король Чехии с 26 августа 1346 (под именем Карел I), император Священной Римской империи с 5 апреля 1355.
- Пржемысл Оттокар (22 ноября 1318 — 20 апреля 1320)
- Иоанн Генрих (Ян Йиндржих) (12 февраля 1322 — 12 ноября 1375), маркграф Моравии с 1349, граф Тироля в 1335—1341.
- Анна (27 марта 1323 — 3 сентября 1338); муж: с 16 февраля 1335 Оттон (23 июля 1301 — 26 февраля 1339), герцог Австрии и Штирии с 1 мая 1330, герцог Каринтии (как Оттон IV) с 1335.
- Елизавета (27 марта 1323 — август 1324)

2-я жена: (с декабря 1334) Беатриса де Бурбон (ок. 1320 — 15 декабря 1383), дочь Людовика I Хромого, герцога де Бурбон. Дети:
- Венцель I (25 февраля 1337 — 7 декабря 1383), граф Люксембурга с 1353, герцог Люксембурга с 1354, герцог Брабанта и Лимбурга с 1364.
- Бонна.

Также известно двое детей от неизвестной любовницы:
- Николаус Люксембургский (1322 — 29 июля 1358), каноник кафедрального собора в Туле ранее 1328 года, каноник в Праге и церкви Св. Кастора в Кобленце в 1328 году, каноник в Сен-Серве в Маастрихте в 1328 году, каноник церкви Св. Пауля в Трире в 1329, каноник церкви Св. Ламберта в Льеже в 1344, анти-епископ Наумбурга в 1350, патриарх Аквилеи с 1351
- Генрих Брюссельский (ум. после 1357), монах в 1357 году.

### Комментарии
1. ↑  В русскоязычной традиции имена европейских монархов транспозируются[6].